# Exbud Kielce
Exbud Kielce (kod UCI: EXB) – pierwsza zawodowa grupa kolarska w Polsce i całym bloku państw socjalistycznych, założona w Kielcach w październiku 1988 roku. Jej sponsorem była kielecka firma Exbud, zarządzana przez Witolda Zaraskę. Szefem grupy został medalista olimpijski Ryszard Szurkowski, jego zastępcą Stefan Krzemiński, managerem Katarzyna Swatowska, lekarzem Romuald Lewicki, mechanikiem Ryszard Piwko, natomiast masażystą Wiesław Grzelak. Zespół utworzyli doświadczeni kolarze, którzy wcześniej odnosili sukcesy w zawodach międzynarodowych. Liderem wybrano Andrzeja Mierzejewskiego.
Kolarze Exbudu Kielce nie odnosili znaczących sukcesów, za osiągnięcie uznawane było miejsce w pierwszej dziesiątce. Najwyższą lokatą zajętą przez kieleckiego zawodnika było trzecie miejsce Krzysztofa Wiatra w Tour d'Armorique. Wysokie pozycje osiągnęli również: Marek Szerszyński – szósta lokata w wyścigu Étoile de Bessèges, oraz Andrzej Półkośnik – dziewiąte miejsce w Tour de Luxembourg. Ponadto kolarze Exbudu Kielce startowali m.in. w Tour de l'Oise i wyścigu Paryż-Nicea (Andrzej Mierzejewski – 45. miejsce).
W drugiej połowie 1989 roku działacze zespołu prowadzili rozmowy z trenerem kadry USA, Edwardem Borysewiczem, na temat stworzenia polsko-amerykańskiej grupy zawodowej, która miałaby być sponsorowana przez Exbud oraz amerykańską firmę. Dyskusja zakończyła się niepowodzeniem, a przebywający w Stanach Zjednoczonych Andrzej Mierzejewski i Krzysztof Wiatr nie wrócili do Polski. Również w 1989 zostało rozegrane w Kielcach kryterium kolarskie o Puchar Polskiego Związku Kolarskiego i Exbudu. Zwycięstwo odniósł Zbigniew Piątek, na podium znaleźli się również Dariusz Zakrzewski i Jerzy Woźniak. Już w trakcie imprezy kolarze Exbudu Kielce dostali od pracodawcy wypowiedzenia umów. Grupa zakończyła swoją działalność.

## Skład
Opracowano na podstawie materiału źródłowego.
| - Andrzej Mierzejewski - Andrzej Serediuk - Marek Kulas - Zdzisław Krudysz - Mirosław Uryga |  | - Marek Szerszyński - Krzysztof Wiatr - Dariusz Zakrzewski - Andrzej Półkośnik |